# قضاء الجامعة
قضاء الجامعة قضاء يقع في لواء الجامعة، محافظة العاصمة في الأردن. ينتمي القضاء للواء الجامعة الذي يضم قضاء واحد. يقدر عدد سكانه بـ 492980 نسمة حسب إحصاء 2015.

## الوصلات الخارجية
- دائرة الاحصاءات العامة